# Swinburne University of Technology

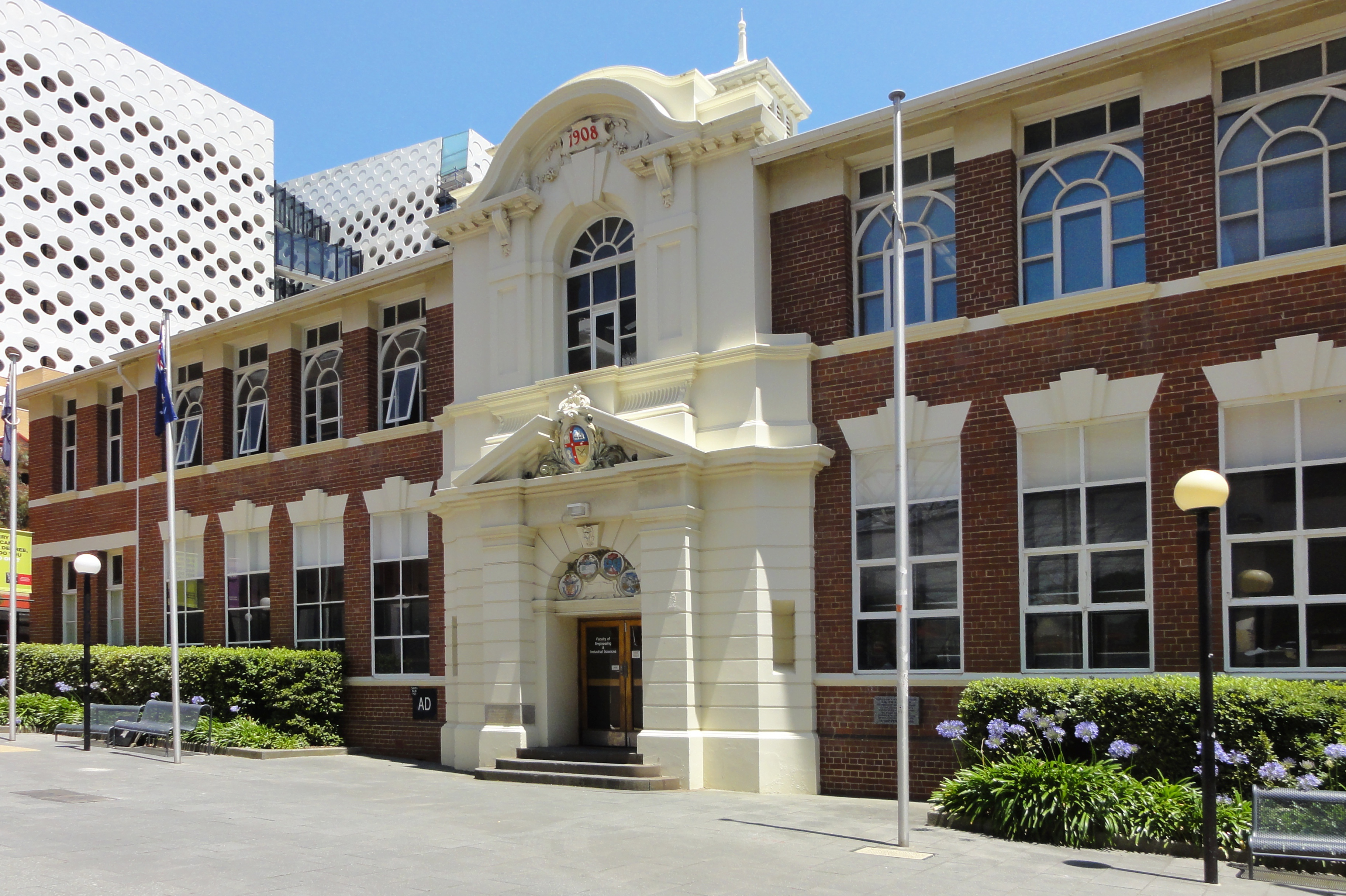
Das alte Administration Building von 1908

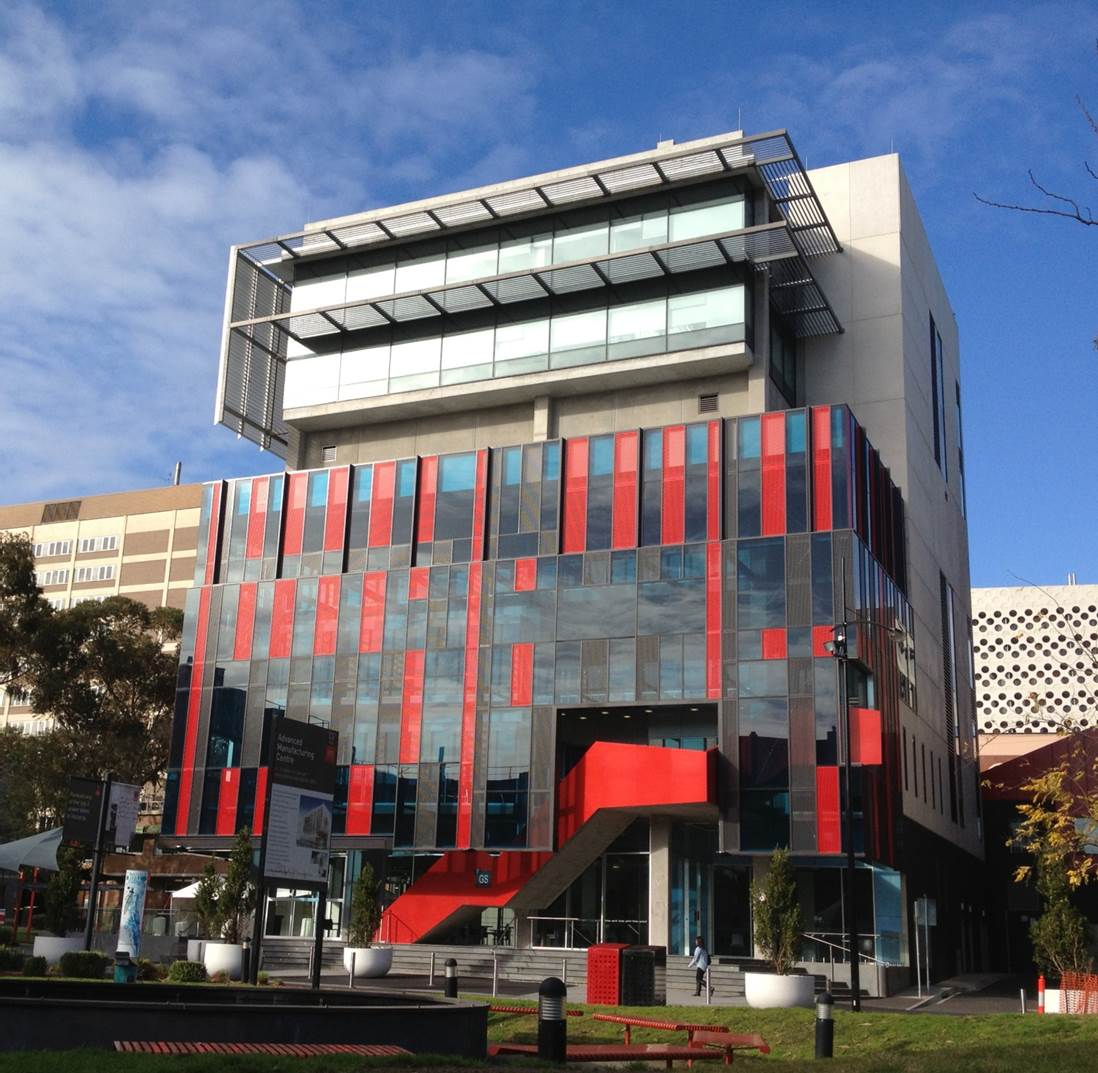
The George Building (Hawthorn campus)

Die Swinburne University of Technology ist eine Universität in Melbourne im australischen Bundesstaat Victoria.
Die Gründung erfolgte im Jahre 1992, die Wurzeln sind jedoch auf ein Technisches College aus dem Jahre 1908 zurückzuführen. Namensgeber ist George Swinburne. Es sind rund 42.000 Studenten eingeschrieben, in dem ausgeprägten zugehörigen Tertiären Bildungsbereich (Technical and Further Education TAFE) studieren circa 23.000 Studenten.
An dem Standort der Swinburne University of Technology Sarawak Campus in Kuching, der Hauptstadt des Bundesstaates Sarawak in Malaysia, sind circa 1.300 (2007) Studenten eingeschrieben.

## Fakultäten
- Geschäftswesen und Betriebswirtschaft
- Design
- Industrie- und Ingenieurwissenschaften
- Informations- und Kommunikationstechnik
- Bio- und Sozialwissenschaften

## Zahlen zu den Studierenden
2020 waren an der Swinburne University of Technology 41.873 Studierende eingeschrieben (2016: 39.213, 2017: 41.490, 2018: 42.371, 2019: 41.850). 33.896 davon (80,9 %) hatten noch keinen ersten Abschluss,  32.556 davon waren Bachelorstudenten. 7.808 (18,6 %) hatten bereits einen ersten Abschluss und 1.648 davon arbeiteten in der Forschung.